# Comuna Rozjaliv, Radehiv
Rozjaliv (în ucraineană Розжалів) este o comună în raionul Radehiv, regiunea Liov, Ucraina, formată din satele Andriivka și Rozjaliv (reședința).

## Demografie
Componența lingvistică a comunei Rozjaliv
     Ucraineană (99,8%)
Conform recensământului din 2001, majoritatea populației comunei Rozjaliv era vorbitoare de ucraineană (99,8%), existând în minoritate și vorbitori de alte limbi.